# 황지연못

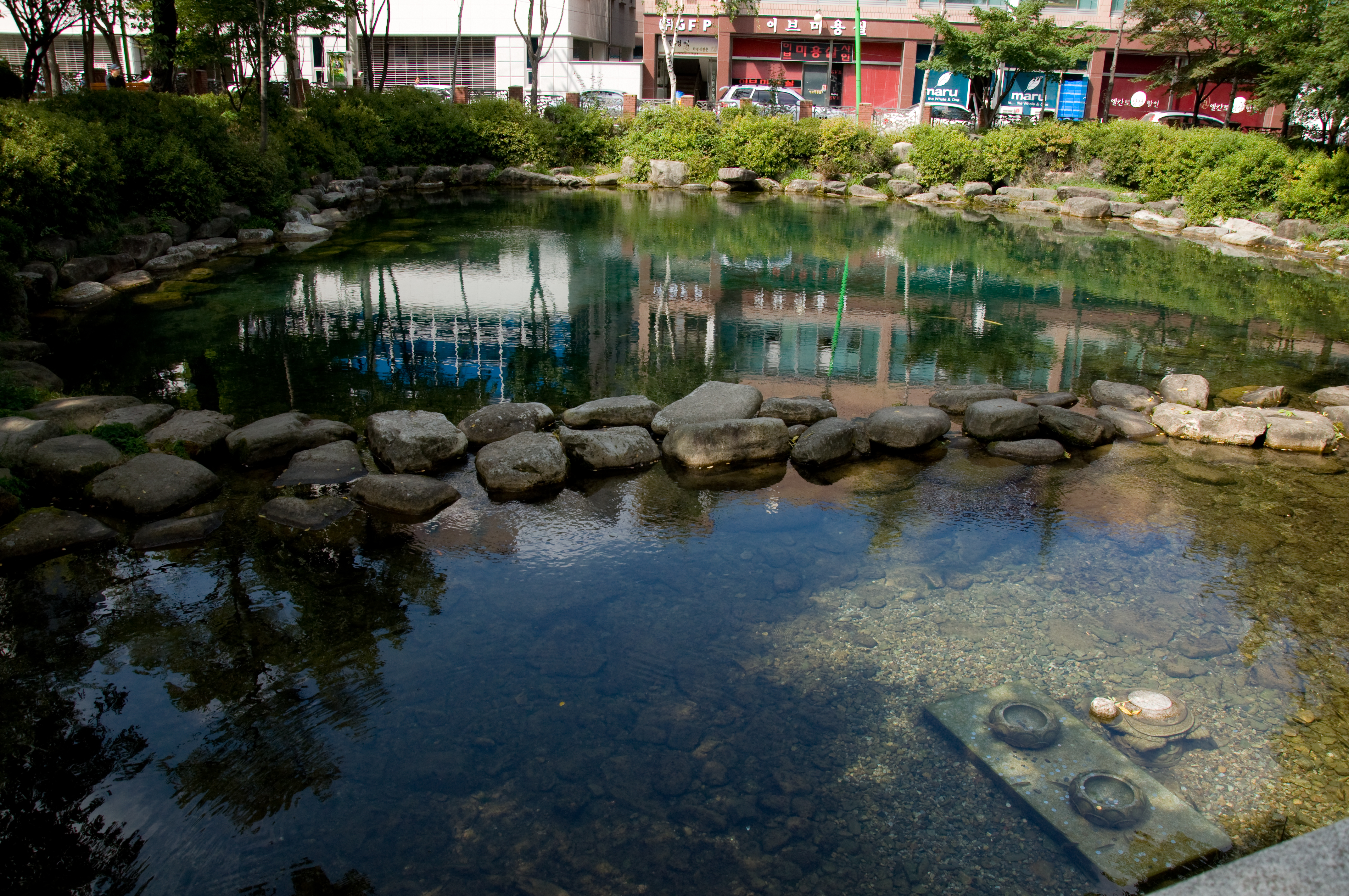
황지연못의 상지(上池)

황지연못(黃池蓮-)는 강원특별자치도 태백시 황지동에 있는 못이다. 낙동강의 발원지로도 알려져 있다. 《동국여지승람》, 《척주지》(陟州誌), 《대동지지》 등 옛 문헌에도 낙동강의 발원지라고 밝혀 놓고 있다. 연못은 둘레가 100m인 상지(上池), 50m인 중지(中池), 30m인 하지(下池) 등 세 개의 연못으로 구성되어있다. 상지에 깊이를 알 수 없는 수굴이 있어 매일 약 5000 톤의 물이 용출되는데, 과거에는 취수원으로 이용되기도 하였다. 황지연못에서 용출된 물은 황지천(黃池川)을 이루고 구문소(求門沼)를 거쳐 낙동강과 합류하여 경상북도, 경상남도 및 부산광역시 을숙도에서 남해로 유입된다.
황지연못은 태백시 도심에 있어, 황지연못을 중심으로 근린공원인 '황지공원'을 조성했다. 2017년 태백시는 총 84억(보상비 61억 원, 공원 조성 13억 원, 철거비 10억 원)의 사업비를 통해 2016년 말 철거한 메르디앙 부지를 이용해 2507m²의 문화광장을 조성했다. 기존 6900m²였던 황지연못 공원은 9730m²으로 늘려졌다. 문화광장은 공연을 할 수 있는 무대와 여름에는 분수대, 겨울에는 스케이트 광장으로 이용된다.
한 때 황지연못이 취수원으로 이용된 적이 있는데, 2008년 9월부터 태백시의 계속된 가뭄으로 인해 이 못의 물을 취수하여 사용하고 있는 것이 특징이다. 이는 1989년 광동댐 건설 이래 처음이며, 댐이 건설되기 전까지는 태백시의 생활용수를 공급했던 주요 자연 상수원의 역할을 하였다. 2008년 가뭄 장기화로 실시한 이후의 취수량은 하루 350톤 가량으로 2개월간 18,500여톤에 육박하고 있다. 때문에 황지는 원래 물속에 대부분 잠겨있었던 거북이 조각상이 수면위로 드러날 만큼 수위가 눈에 띄게 줄어들게 되었다.

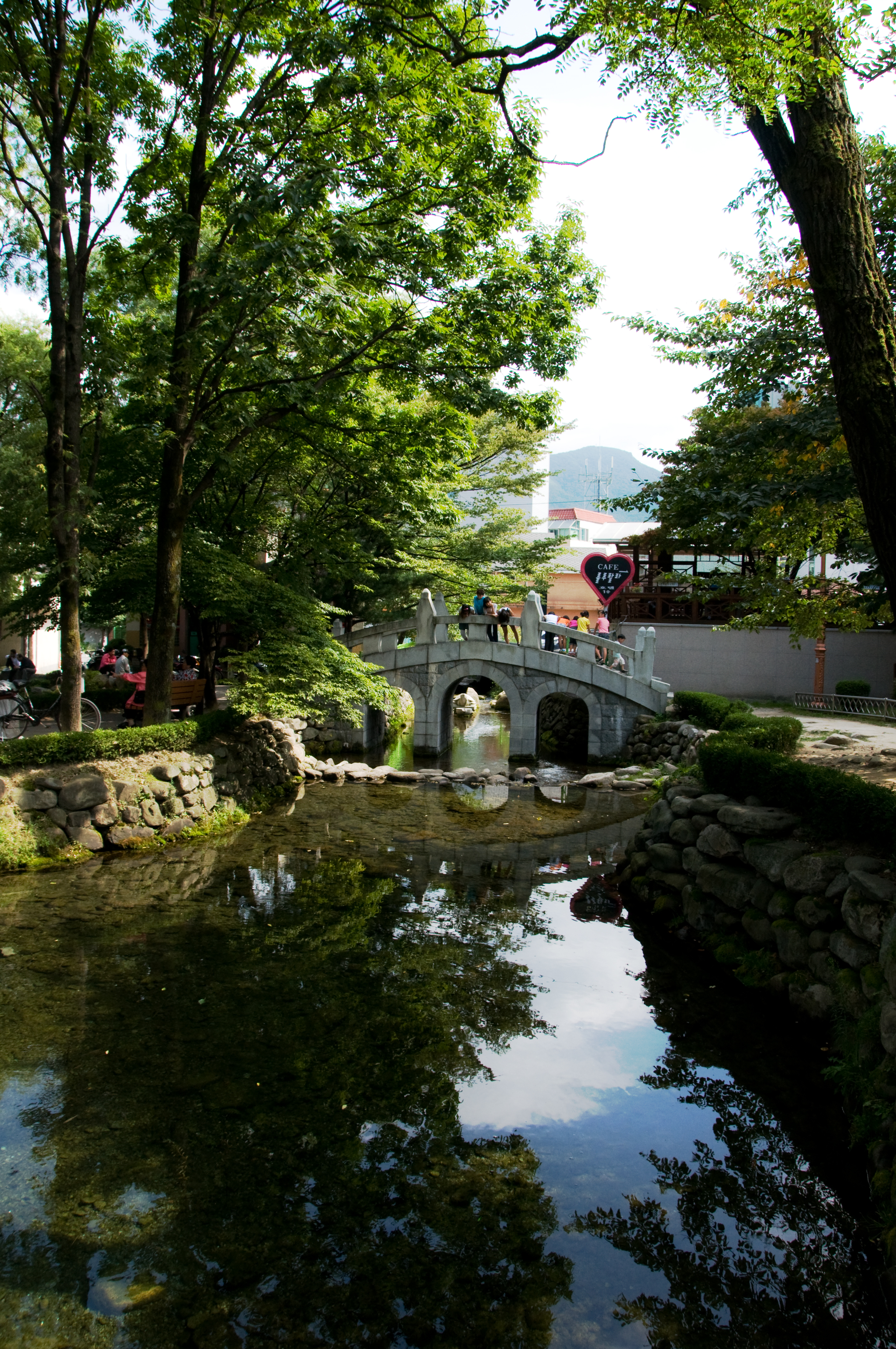
중지(中池)

## 전설
전설에 의하면 황부자 집터가 연못이 되었다하여 황지(黃池)라고 부르는데 훨씬 이전에는 하늘 못이란 뜻으로 천황(天潢)이라고도 하였다 한다.
황부자 전설은 옛날에 욕심많고 심술궂은 황부자가 살았는데, 어느날 황부자의 집에 시주를 요하는 노승에게 시주 대신 쇠똥을 퍼 주었는데 이걸 며느리가 보고 깜짝 놀라면서 시아버지의 잘못을 빌며 쇠똥을 털어내고 쌀을 한 바가지를 시주하니  "이 집의 운이 다하여 곧 큰 변고가 있을 터이니 살려거든 날 따라 오시오. 절대로 뒤를 돌아다 봐서는 아니 되오"라는 노승의 말을 듣고 뒤따라 가는데 도계읍 구사리 산등에 이르렀을 때 자기 집 쪽에서 갑자기 뇌성벽력이 치며 천지가 무너지는 듯한 소리가 나기에 놀라서 노승의 당부를 잊고 돌아다 보았다. 이 때 황부자 집은 땅 밑으로 꺼져 내려가 큰 연못이 되어버렸고 황부자는 큰이무기가 되어 연못 속에 살게 되었다. 며느리는 돌이되어 있는데 흡사 아이를 등에 업은 듯이 보인다. 집터는 세 개의 연못으로 변했는데 큰 연못인 상지가 집터, 중지가 방앗간터, 하지가 화장실 자리라 한다.